# Medingen (Bad Bevensen)
Medingen ist ein Ortsteil von Bad Bevensen in Niedersachsen. Der Name entstand im 14. Jahrhundert durch Umbenennung des dort befindlichen Dorfes Zellensen.

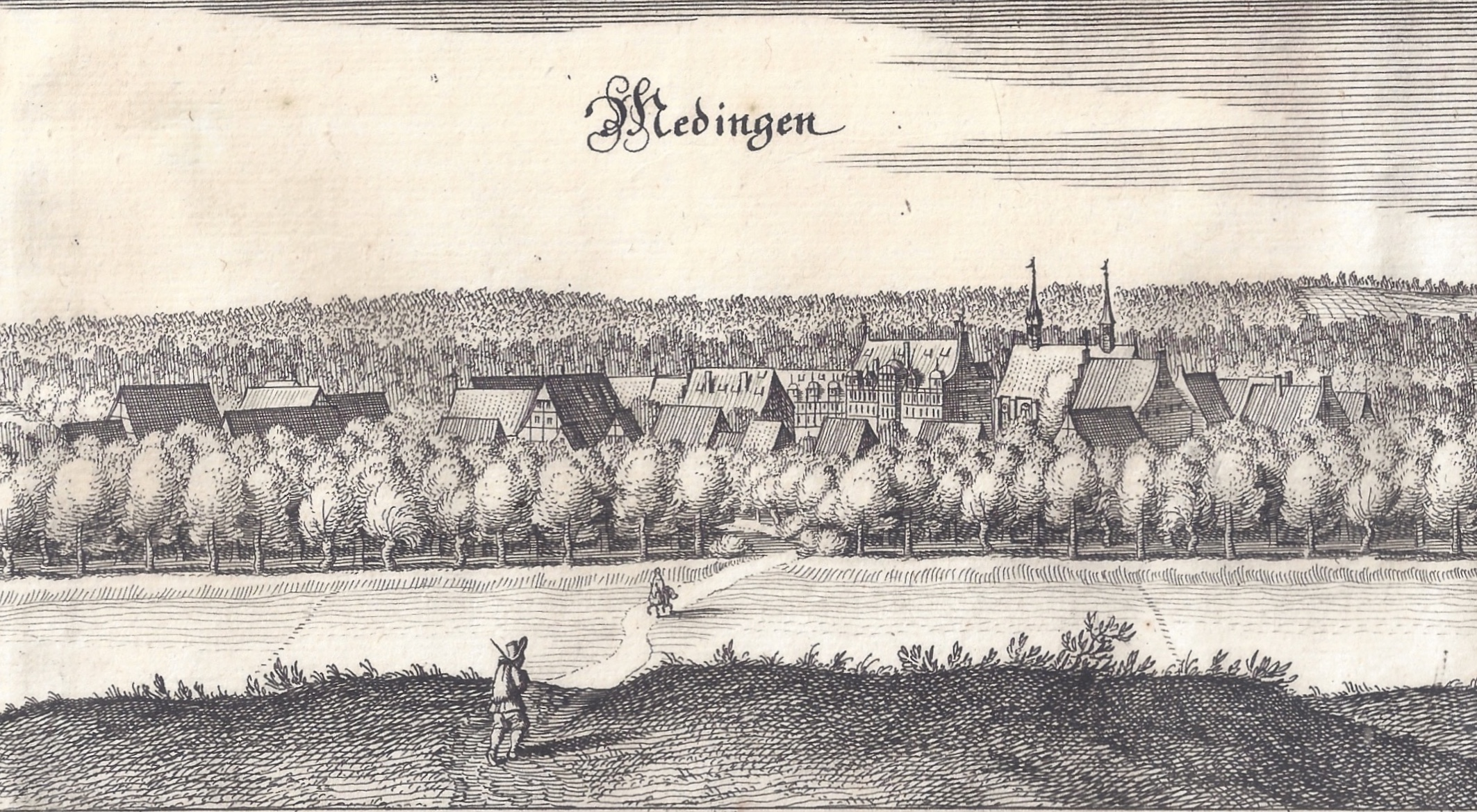
Medingen, Kupferstich von Caspar Merian, 1654

## Geschichte

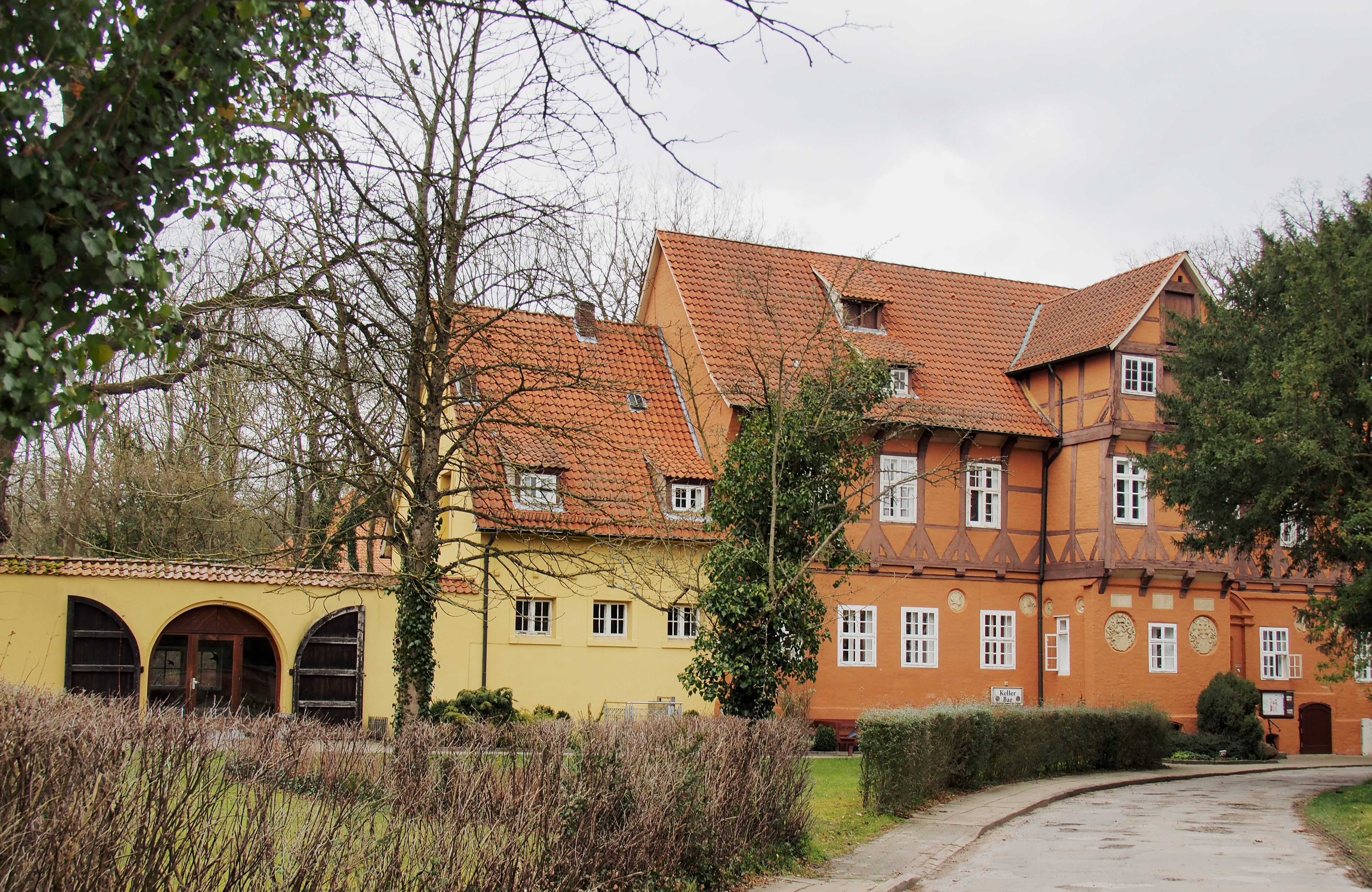
Ehemaliges Amtsgericht von 1541, heute Gustav Stresemann Institut

Im Jahre 1541 ließ der protestantische Herzog Ernst der Bekenner im Zuge eines Streits mit dem damals noch katholischen Kloster Medingen das Amtsgericht Medingen errichten. 1977 kaufte das Land Niedersachsen das alte Amtsgericht in Medingen und baute es zum Tagungszentrum für das Gustav Stresemann Institut um.
1855 erfolgte die späte Gemeindegründung „im Schatten des Klosters“.
Um 1927 besuchte Reichspräsident Paul von Hindenburg seine Tochter Annemarie Barbara Ilse Ursula Margarete Eleonore, die mit Christian von Pentz verheiratet war, in Medingen.
Am 19. Juni 1931 erfolgte die Durchfahrt des Schienenzeppelins.

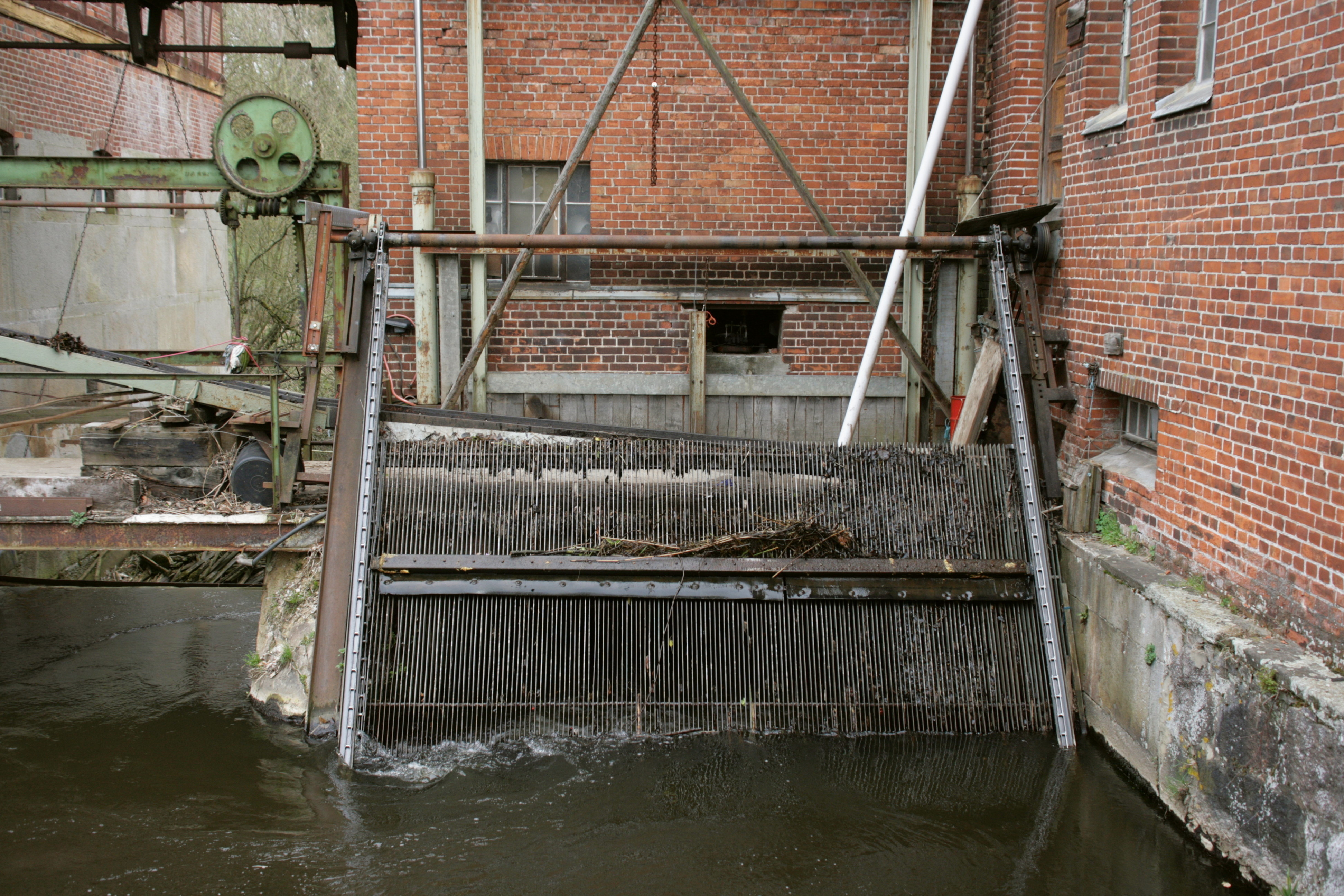
Zulauf der Wassermühle

Die Wassermühle in Medingen mahlte Getreide und erzeugte Strom für das gesamte Dorf. Sie wird mit Wasser der aufgestauten Ilmenau betrieben.
Medingen hatte dadurch bereits sehr früh eine elektrische Straßenbeleuchtung, als in anderen Orten noch Gaslaternen angezündet wurden. Noch heute produziert die Wassermühle Strom.
Auf dem Waldfriedhof steht ein Gedenkstein für den Medinger Fritz Hintze († 26. Dezember 1943), den letzten Kommandanten der Scharnhorst.
Am 1. Juli 1972 wurde die Gemeinde Medingen in die Stadt Bevensen – jetzt Bad Bevensen – eingegliedert.

## Kloster Medingen

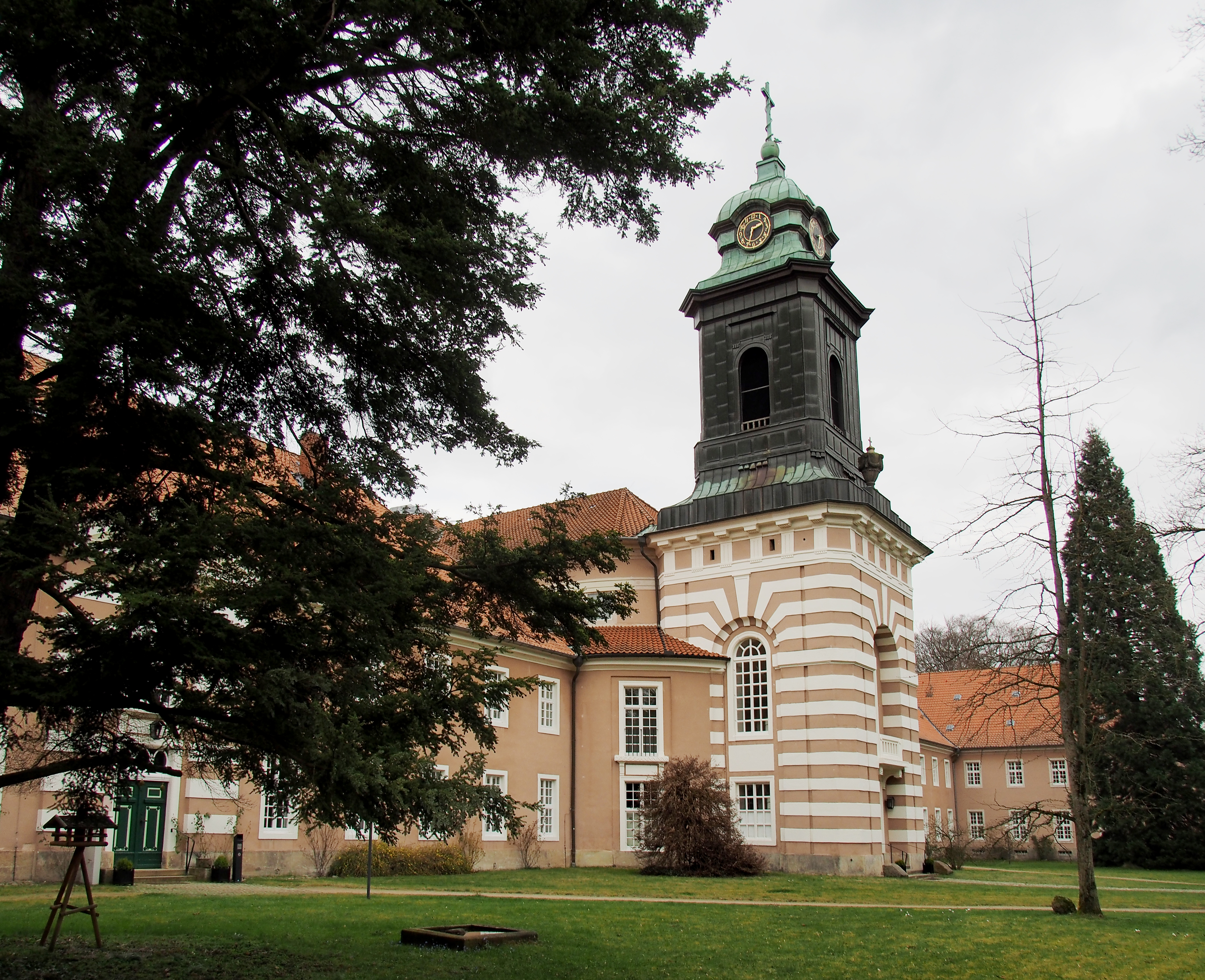
Klosterkirche St. Mauritius und Trakt des Klosters Medingen

Der Konvent des Klosters Medingen wurde im Jahre 1228 als Filiale des Zisterzienserinnenklosters Wolmirstedt (nördlich von Magdeburg) gegründet. 1336 siedelte es sich dauerhaft in Medingen an. Das Kloster wurde ursprünglich im Stil der Backsteingotik erbaut.
Die meisten Nonnen waren Töchter der Lüneburger Patrizierfamilien, die mit reichem Hausstand in den Konvent eintraten und so den Besitz des Klosters mehrten. Im Lauf der Zeit erhielt das Kloster Rechte an der Lüneburger Saline, am Zoll, an Mühlen und an der Schifffahrt auf der Ilmenau.
Zu seiner Blütezeit am Anfang des 16. Jahrhunderts beherbergte das Kloster über 100 Nonnen.
1524, im Zuge der Reformation, ordnete der Landesherr Herzog Ernst der Bekenner die Konversion zum lutherischen Glauben an. Der Konvent widersetzte sich dieser Anordnung mehr als 30 Jahre lang im Medinger „Nonnenkrieg“; die Äbtissin verbrannte die Lutherbibel öffentlich. 1539 zog Herzog Ernst den Klosterbesitz ein und ließ einen Teil des Klosters einreißen. 1555, nach Annahme des lutherischen Bekenntnisses, erhielt das Kloster einen Teil der Güter zurück. 1559 wurde es in ein Damenstift umgewandelt.
1781 verbrannten die Gebäude des alten Klosters, bis auf das Brauhaus. Bis 1788 wurde es im spätbarocken, teils auch frühklassizistischen Stil wiedererrichtet. Das Kloster besteht aus zwei langgestreckten Konventgebäuden, mit der Kirche in der Mitte.
Architekt des Neubaus war der Hofbaumeister Christian Ludwig Ziegler.
Bis heute steht dem Konvent eine Äbtissin vor. Kloster Medingen ist eines der Heideklöster, die von der Klosterkammer Hannover verwaltet werden und unter deren Rechtsaufsicht stehen.

## Klosterhof Medingen

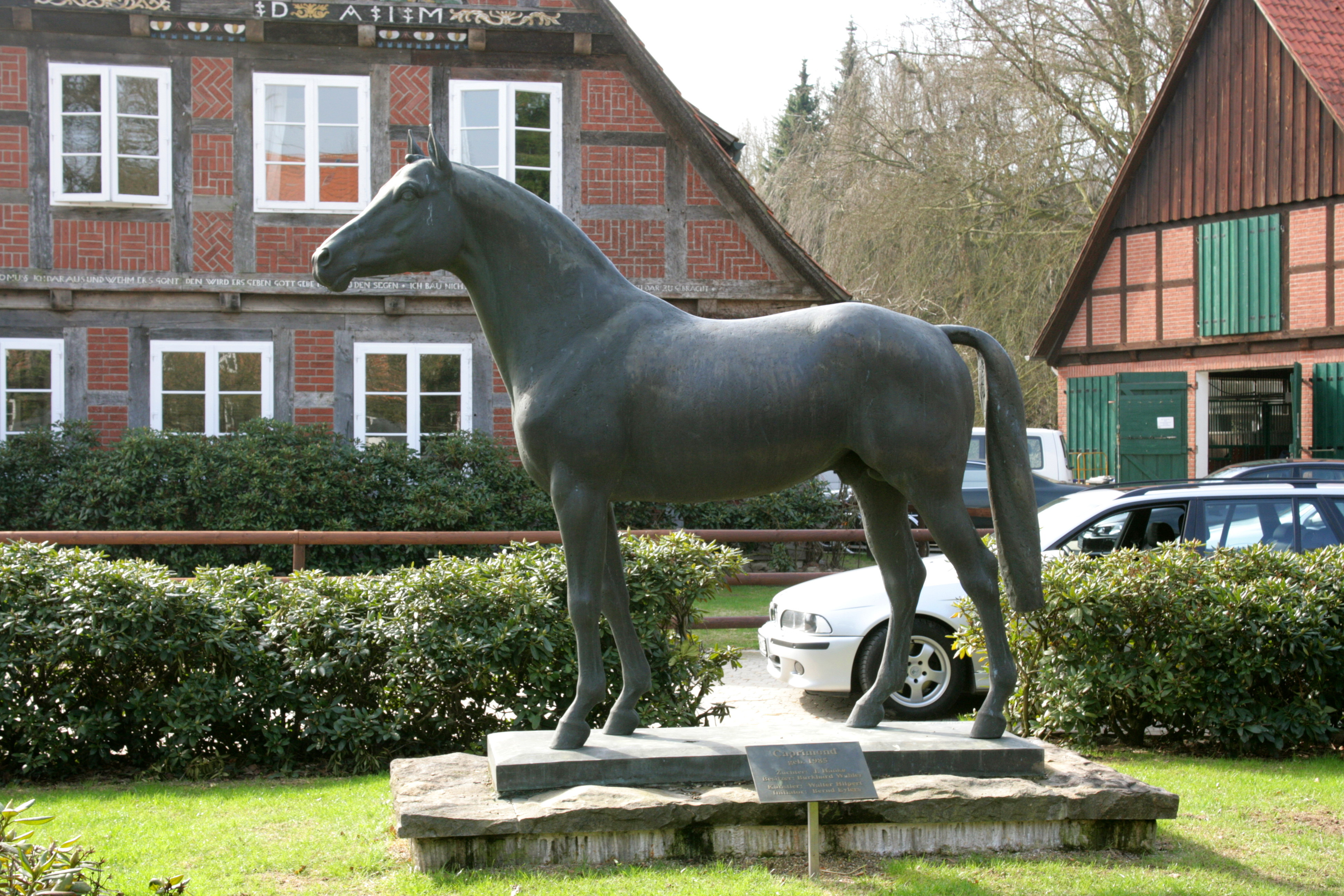
Statue des Zuchthengstes Caprimond im Gestüt Klosterhof

Im 17. Jahrhundert wurde der landwirtschaftliche Betrieb Klosterhof Medingen gegründet.
Im Juli 1934 wurde unter künstlerischer Leitung von Eleon von Rommel auf dem Klosterhof der Nonnenkrieg aufgeführt.
Seit 1960 führt die Familie Wahler ein Trakehnergestüt auf dem Hof.
Am 12. Juli 1983 zerstörte ein Großbrand einen Teil der Stallungen. Sie wurden danach wieder aufgebaut.

## Landschaft

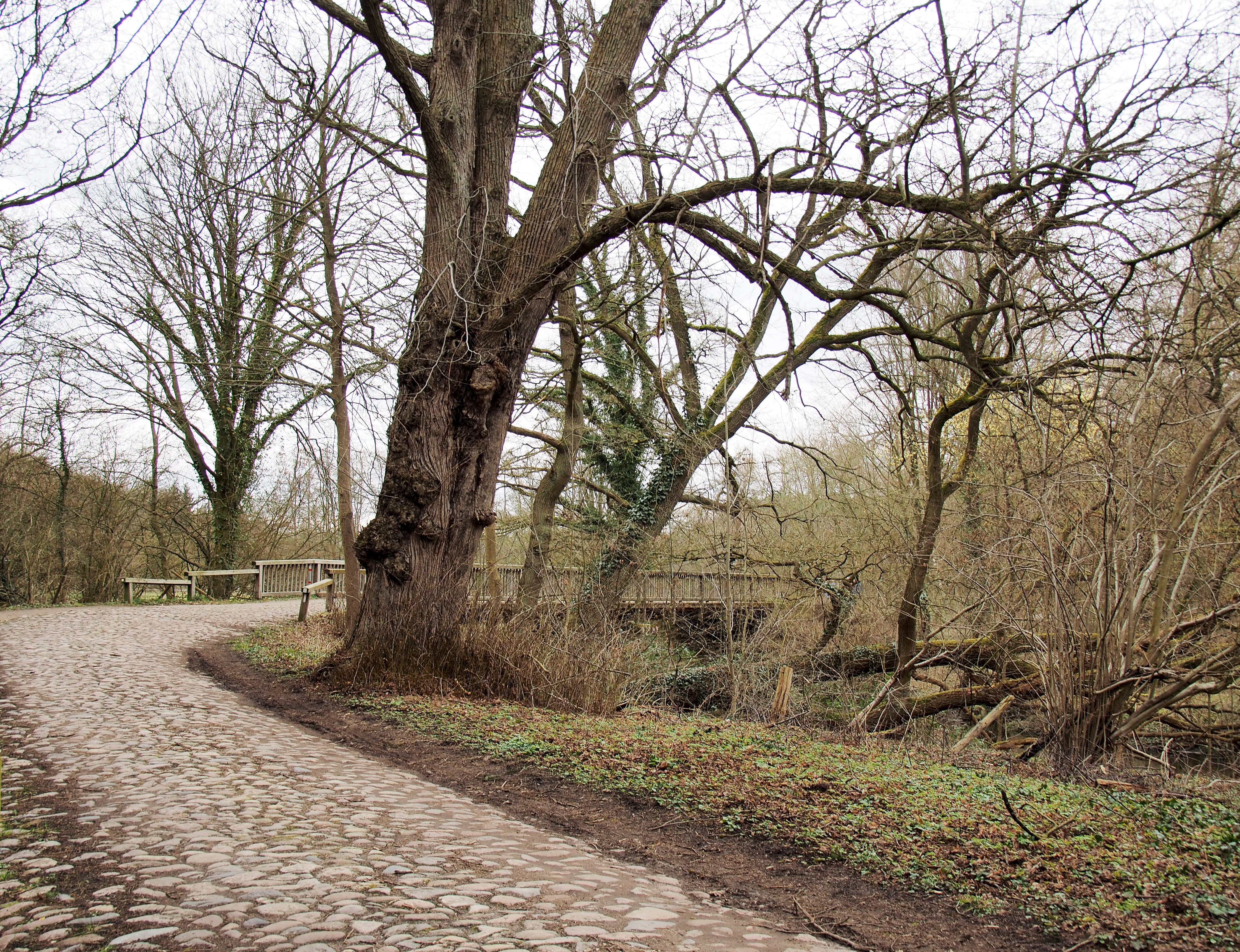
„Königsbrücke“ über die Ilmenau

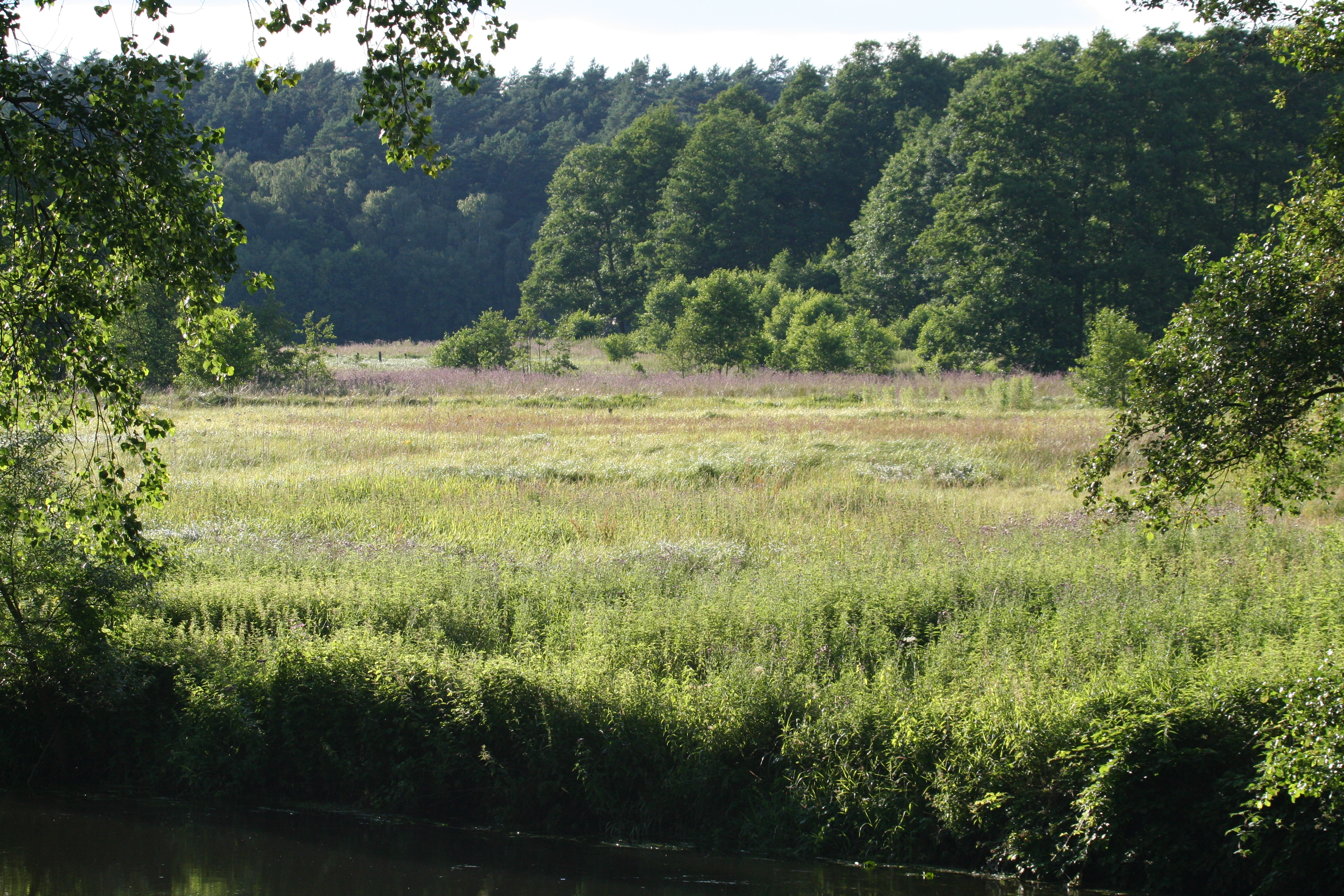
Blick von der Weinbergbrücke Richtung Bruchtorf

Die Eisenbahnstrecke Hamburg–Hannover teilt Medingen. Der Staatsforst Rießel und Ackerland befinden sich auf der Westseite, die idyllische Flusslandschaft der Ilmenau mit Wald und den Wiesen für die Trakehner liegt im Osten. Im Rießel wurden im 19. Jahrhundert Kegelgräber aus der Bronzezeit gefunden und ausgegraben.